# Incahuasi (Huancavelica)
Incahuasi es un monumento arqueológico en el Perú. Está situado en la Región Huancavelica, provincia de Huaytará, Distrito de Huaytará, a 25 km de la localidad de Huaytará. Entre las construcciones destaca el Intihuatana y el Palacio de las dos ventanas.